# 矢岳第一トンネル
矢岳第一トンネル（やたけだいいちトンネル）は、宮崎県えびの市にある九州旅客鉄道（JR九州）肥薩線の鉄道トンネルである。矢岳駅と真幸駅の間にあり、全長は2,096.17 メートルある。単に矢岳トンネルと呼ばれることもある。また「矢嶽」の字が用いられることもある。

## 概要
肥薩線において、熊本県側の人吉駅から鹿児島県側の吉松駅までの区間は矢岳越えと言われる険しい山岳地域となっており、ループ線やスイッチバックを設置して克服している難所である。矢岳第一トンネルはこの区間にあり、肥薩線でもっとも長いトンネルである。肥薩線内で最高地点にあるのが標高 536.9 メートルの矢岳駅で、この駅の南側で宮崎県に入り、まもなく矢岳第一トンネルへと通じている。矢岳第一トンネル内は、南側へ向けて25 パーミルの下りの片勾配となっている。
鹿児島へ通じる鉄道は、現在の鹿児島本線・肥薩おれんじ鉄道にあたる海岸周りの路線も検討されたが、海岸付近の線路は戦時に敵の攻撃を受けやすいという理由で軍部に反対され、肥薩線にあたる路線が先に建設された。このため、この区間は当初鹿児島本線として建設された。
北側は人吉まで1908年（明治41年）6月1日に開通しており、また鹿児島県側の区間も吉松まで1903年（明治36年）9月5日に開通していた。1906年（明治39年）9月に矢岳第一トンネルに着工されたが、人里離れた山奥であり資材搬入などの困難に見舞われた。また水分の多い凝灰岩のために湧水が多く、かなりの難工事であったとされる。1908年（明治41年）に導坑が貫通し、1909年（明治42年）11月21日に人吉 - 吉松間が開通した。これによって鹿児島本線が全通すると共に、途中関門海峡の船舶連絡を挟んで青森駅から鹿児島駅までの日本列島を縦貫する鉄道網がつながった。
矢岳第一トンネルの総工費は73万6千円であった。
トンネル北側の篇額は、当時の逓信大臣山縣伊三郎の揮毫で「天險若夷」（てんけんじゃくい）、南側の篇額は当時の鉄道院総裁後藤新平の揮毫で「引重致遠」（いんじゅうちえん）と書かれている。縦1 メートル、横2 メートルの石額でできている。言葉をつなげて読むことで、「天下の難所を（トンネルによって）平地であるかのようにしたおかげで、重い貨物を遠くへ運ぶことができる」という意味になっている。この2人の名前は、この区間を運行している観光列車「いさぶろう」・「しんぺい」にも使われている。
この区間の東側約2 キロメートルのところを九州自動車道が通っており、県境を越える区間に加久藤トンネルがある。くしくも、加久藤トンネルが完成して九州自動車道の人吉IC - えびのIC間が1995年7月27日に開通したことで、青森から鹿児島までの高速道路網がつながった。
2009年に土木学会選奨土木遺産に選ばれる。